# Jesenice (districtul Praga-Vest)
Jesenice este o comună și un oraș din districtul Praga-Vest din regiunea Boemia Centrală din Cehia. Are o populație de aproximativ 10.000 de locuitori.

## Diviziuni administrative
Comuna Jesenice este format din patru diviziuni administrative (în paranteze populația conform recensământului din 2021):
- Jesenice (6.112)
- Horní Jirčany (926)
- Osnice (1,920)
- Zdiměřice (1,687)

## Etimologie
Numele său este derivat din adjectivul jesenná (de la jasan, cu sensul de „frasin”) și a desemnat inițial o pajiște între frasini sau apa care curge printre frasini.

## Geografie
Jesenice se află în sudul capitaleiPraga, în imediata sa vecinătate. Cea mai mare parte a teritoriului comunei se află în Podișul Praga, dar se întinde și în Munții Benešov la sud. Cel mai înalt punct se află la 429 metri (1.407 ft) deasupra nivelului mării. 
Pârâurile Botič și Jesenický potok curg prin teritoriul comunei și alimentează  câteva iazuri mici de pește.

## Istorie
Prima mențiune scrisă despre Jesenice datează din anul 1088.
În 2015, comuna a fost promovată ca oraș și a pierdut titlul de „cel mai mare sat” din Cehia.

## Demografie
Datorită apropierii sale de Praga, Jesenice face parte din categoria orașelor cu cea mai rapidă creștere demografică din țară în secolul al XXI-lea.

## Transporturi
Autostrada D0 (parte a drumului european E50) trece pe lângă orașul Jesenice.

## Obiective turistice
Jesenice nu conține multe monumente culturale. De remarcat este memorialul Maxmiliánei Alsterová din Astfeld. Aceste este un memorial în stil baroc de la începutul secolului al XVIII-lea care comemorează prima victimă a unui accident de circulație din ținuturile cehe, care a decedat în 1706.